# Xerantica tephroclysta
Xerantica tephroclysta är en fjärilsart som beskrevs av Edward Meyrick 1930. Xerantica tephroclysta ingår i släktet Xerantica och familjen äkta malar. Inga underarter finns listade i Catalogue of Life.